# Antoinette (vliegtuigfabrikant)

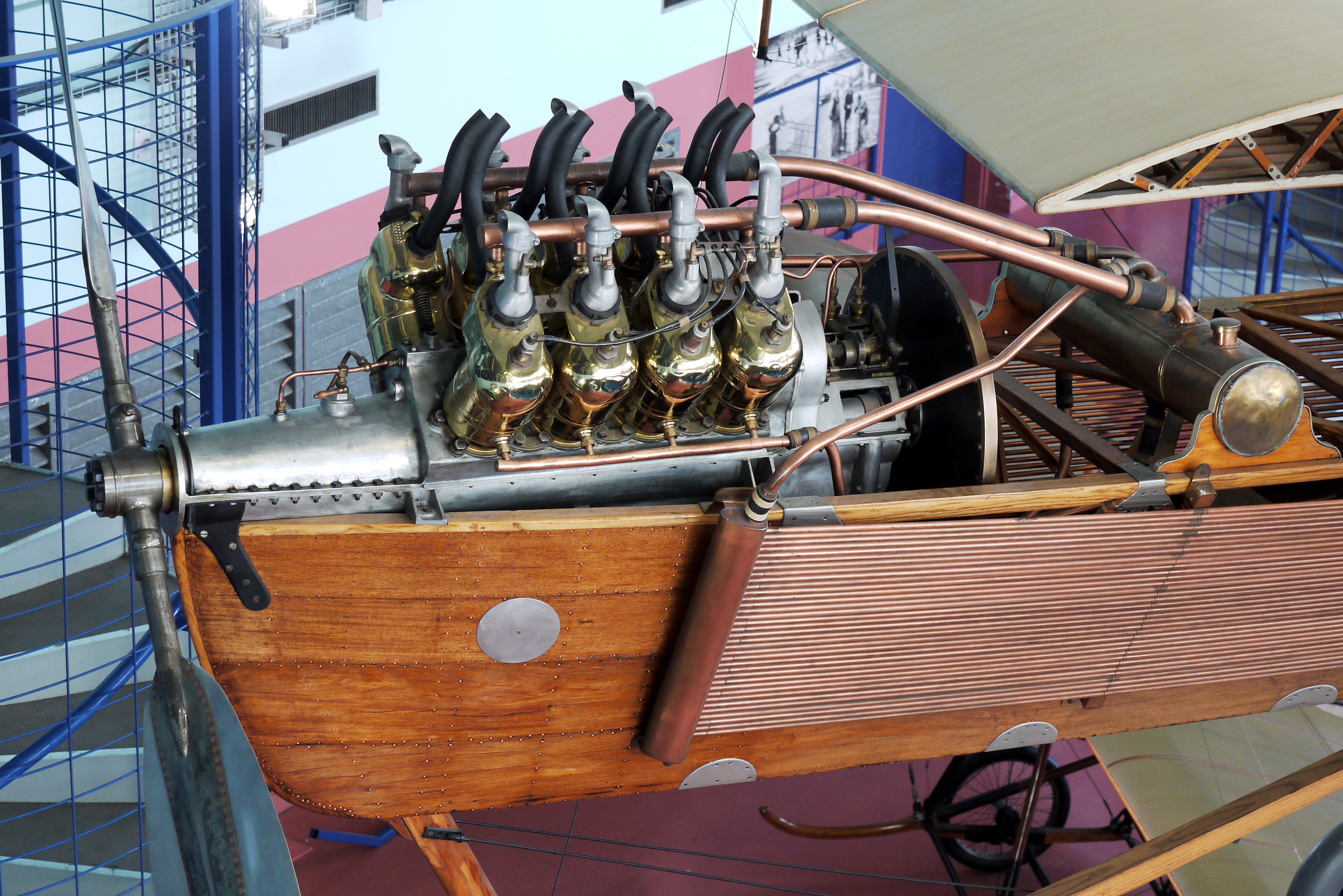
Motor Antoinette VII

Société des avions et moteurs Antoinette was een Franse vliegtuigfabrikant en vliegtuigmotorfabrikant in de beginjaren van de luchtvaart. Het bedrijf werd opgericht in 1904 door Léon Levavasseur en Jules Gastambide. De naam verwees naar de eerste dochter van Jules Gastambide. Het bedrijf was gevestigd in Puteaux.
In eerste instantie was men vooral geïnteresseerd in de bouw van auto's wat in 1903 resulteerde in de presentatie van een model met een V8 motor, die pas in 1909 gebouwd werd. In 1906 werd kapitein Ferdinand Ferber, die al een lange reputatie genoot als luchtvaartenthousiasteling, bij het bedrijf betrokken en deze zette zijn ideeën omtrent de luchtvaart uiteen. 
In 1907 begon men met de bouw van vliegtuigen. De Gastambide-Mangin, de voorloper van de beroemde Antoinette II, maakte zijn eerste vlucht in februari 1908, met Eugene Welferinger als piloot. Op 31 augustus 1908 maakte de Antoinette II als eerste eendekker een vlucht met een passagier. Een Antoinette motor dreef de helikopter van Paul Cornu aan, de eerste helikopter ter wereld. 
Hubert Latham werd de testpiloot voor Antoinette en behaalde vele records, waaronder het hoogterecord tijdens de vliegweek van Reims in augustus 1909 waar hij tot een hoogte van 155 meter kwam.
Antoinette behaalde enige successen met de verkoop van hun Antoinettes en de bijbehorende vliegschool wist enkele tientallen piloten op te leiden, waaronder de Nederlandse vliegenier Gijs Küller en de Française Marie Marvingt. 
In 1910 ontwikkelde men op initiatief van commandanten Georges Clolus, Paul-Alexandre Laffont en luitenant Pierre Clavenad  de "tonneau Antoinette", wat beschouwd kan worden als de eerste vluchtsimulator. 
In september 1911 presenteerde men de Monobloc Antoinette, een revolutionair ontwerp. Het ontwerp bleek echter te zwaar en was uitgerust met een te lichte motor waardoor het weigerde te vliegen. Na deze tegenslag en andere problemen moest het bedrijf in 1911 sluiten.

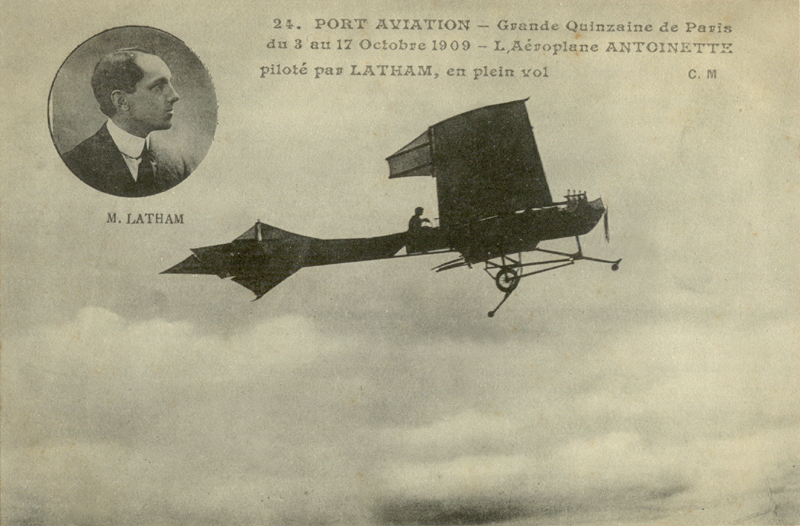
Hubert Latham in zijn Antoinette

## Vliegtuigtypen
- Antoinette I (ook wel bekend als de Gastambide-Mangin)
- Antoinette II
- Antoinette III
- Antoinette IV
- Antoinette V
- Antoinette VI
- Antoinette VII
- Antoinette VIII
- Antoinette militaire monoplane (ook wel bekend als Monobloc Antoinette of Antoinette-Latham)